# Gatčinska palača
Velika Gatčinska palača (rusko Большой Гатчинский дворец) je palača v Gatčini, Leningrajska oblast, Rusija. Zgradil jo je v letih 1766 do 1781 Antonio Rinaldi za grofa Grigorija Grigorijeviča Orlova, ki je bil miljenec Katarine Velike, v Gatčini, predmestju carske prestolnice Sankt Peterburg. Palača združuje klasicistično arhitekturo in teme srednjeveškega gradu z okrašenimi notranjostmi, značilnimi za ruski klasicizem, in stoji na hribu v osrednji Gatčini ob jezeru Serebrjani. Palača Gatčina je postala ena najljubših rezidenc ruske carske družine in je bila v 19. stoletju pomembno mesto ruske politike. Od februarske revolucije leta 1917 je muzej in javni park, leta 1990 pa je prejela status Unescove svetovne dediščine. 

## Zgodovina

### Carsko obdobje
Leta 1765 je carica Katarina Velika od kneza Borisa Kurakina kupila graščino Gatčina, majhno graščino 40 kilometrov južno od kraljeve prestolnice Sankt Peterburg. Katarina je graščino podarila grofu Grigoriju Grigorijeviču Orlovu, ki je tri leta prej organiziral atentat na carja Petra III, zaradi česar je postala carica. Orlov je bil Katarinin favorit, dvorec pa je bila zahvala za njegovo vlogo v državnem udaru. 30. maja 1766 se je začela gradnja nove palače v slogu klasicistične arhitekture na griču ob jezeru Serebrjani na bazi graščine Gatčina. Katarina in Orlov sta zasnovo nove palače naročila Antoniu Rinaldiju, arhitekt iz Italije, ki je bil v Rusiji takrat še posebej priljubljen. Rinaldijeva zasnova je vsebovala ruske arhitekturne značilnosti, združene z značilnostmi srednjeveškega gradu in angleškega lovskega dvorca. Palača naj bi bila obložena s posebnim kamnom, ki je bil izkopan v vaseh blizu Gatčine, vključno z apnencem, ki so ga izkopali v Pariciju za glavno zunanjost stavb in kamen iz Pudosta za predprostor in parapet nad vencem. Palača Gatčina je postala prva palača v predmestju Sankt Peterburga, saj so bila po navadi zgrajena velika posestva blizu središča mesta. Gradnja je potekala počasi, glavna konstrukcija je bila dokončana šele konec leta 1768, dela na zunanji dekoraciji pa so bila končana do leta 1772. Notranjost pa se je zavlekla v pozna 1770-ta. Palača Velika Gatčina je bila dokončno dokončana leta 1781, skoraj 15 let po začetku gradnje, Orlov pa je umrl le dve leti pozneje leta 1783.
Po Orlovi smrti je palačo in spremljevalni park Katarina kupila od njegovih dedičev. Podarila jo je sinu, velikemu knezu Pavlu Petroviču (bodočemu carju Pavlu I.), čeprav mu je že zgradila dom, palačo v Pavlovsku v Sankt Peterburgu. V letih, preden je prišel na prestol, je Pavel svoj preostali proračun omejil na naložbe v gradnjo mesta Gatčina okoli svoje nove palače in svoje izkušnje iz potovanj po Evropi izkoristil za vzorno palačo in mesto. V 1790-ih je Pavel večji del palače razširil in obnovil, za prenove pa je naročil Vincenza Brenna in Andreja Zaharova. Notranjost je bila preurejena v neoklasicističnem slogu, v park so dodali številne dodatke, kot so mostovi, vrata in paviljoni, poimenovali območja parka 'Otok ljubezni', 'Zasebni vrt', 'Nizozemski vrt' in 'Labirint'. Leta 1796 je po smrti matere Pavel postal ruski car Pavel I. in Gatčini podelil status cesarskega mesta, ki je bilo imenovano za uradne rezidence ruskih monarhov. Po Pavlovi smrti leta 1801 je palača prešla v last njegove žene Marije Feodorovne, ki je leta 1809 arhitekta Andreja Nikiforoviča Voronihina zahtevala, da v palači opravi majhne spremembe, da bi jo prilagodili »za primer zimskega bivanja«. Leta 1835 je bil na enem od stolpov nameščen signalni optični telegraf.
V 1840-ih letih je bila palača Gatčina v lasti carja Nikolaja I., ki je začel večja obnovitvena dela palače, zlasti njenih posesti. Roman Ivanovič Kuzmin, glavni arhitekt ministrstva pri carskem dvoru, je vodil projekt, osredotočen na glavni trg palače, ki je bil popolnoma raztrgan, dvignjen v višino, spodaj je bil dodan kletni del in preurejena dekoracija. Tudi sosednje stavbe so v višino zrastle za eno nadstropje in ker glavna stavba ni več dominirala nad palačo Kuzmin, je imela stole dvignjene za dodatno nadstropje. Na balkon je bil dodan nov nadstrešek s pogledom na paradne površine, ki naj bi bil iz marmorja, pozneje pa iz litega železa. Bastijoni in podporni zidovi okrog palače so bili porušeni in obnovljeni.
1. avgusta 1850 so na paradni površini postavili spomenik carju Pavlu I. Pozneje je bila zgrajena še Opatijska palača (Приоратский дворец), miniaturna palača na obali Črnega jezera (manjšega južnega jezera Serebrjani), zgrajena za rusko Veliko priorstvo reda sv. Janeza z ukazom Pavla I. z dne 23. avgusta 1799.
Leta 1854 je bila odprta železnica, ki je povezovala Gatčino in Sankt Peterburg. Naslednje leto je palača prešla v last carja Aleksandra II., ki jo je uporabljal kot svojo drugo rezidenco. Zgradil je lovsko vas in druge dodatke za svojo cesarsko lovsko posadko. Aleksander II. je do umora v Sankt Peterburgu leta 1881 posodobil in obnovil tudi glavno palačo. Novemu carju Aleksandru III. so svetovali, da bo v palači varnejši, v nasprotju z Zimskim dvorcem. Aleksander III. je večino svojega časa živel v palači Gatčina, kjer je podpisoval odloke, prirejal diplomatske sprejeme, gledališke predstave, maškarade in kostumirane plese ter druge prireditve in zabave. Uvedel je tudi tehnološke posodobitve, kot so notranji grelniki, električne luči, telefonsko omrežje, vodovodne cevi brez zamrznitve in sodoben kanalizacijski sistem. Njegova mati, carica Marija Feodorovna, vdova Aleksandra III., je bila zavetnica mesta Gatčina, palače in njenih parkov.

### Ruska državljanska vojna
V zgodnjem 20. stoletju je vse večja nestabilnost v Rusiji privedla leta 1917 do februarske revolucije, kar je povzročilo abdikacijo carja Nikolaja II. in ustanovitev začasne vlade na čelu z Aleksandrom Kerenskim. Abdikacija je pomenila, da palača Gatčina preneha pripadati kraljevi družini in je postala državna last, na podlagi odločitve nove vlade 27. maja 1917. Komisijo v Gatčini je vodil Valentin Platonovič Zubov, vidni likovni kritik in ustanovitelj Ruskega inštituta za umetnostno zgodovino, ki je palačo sčasoma preuredil v muzej in postal njen prvi direktor. Po oktobrski revoluciji in poznejših izbruhih ruske državljanske vojne je palača Gatčina služila kot lokalni štab za čete, zveste Belemu gibanju. Muzej je bil pozneje odprt 19. maja 1918. Palača je bila kraj bojev leta 1919, ko so čete Bele armade pod vodstvom Nikolaja Judeniča vstopile v Gatčino v poskusu prevzema mesta od Rdeče armade. Bele sile so bile poražene, rdeči vojaki, ki so umrli v bitki, so bili pokopani v paradnem trgu.

### Sovjetsko obdobje
Po končani ruski državljanski vojni s sovjetsko rusko zmago se je palača Gatčina vrnila v funkcijo muzeja. Podatki o udeležbi v prvih letih po odprtju so pokazali, da jo je obiskalo največ obiskovalcev, leta 1921 več kot 21.000. Leta 1926 so v palači odvzeli vse nepotrebne predmete, kot so pohištvo, bronasti izdelki in preproge, da bi jih prodali in zaslužili za sovjetsko državo. Bila je največja palača-muzej v predmestju Petrograda in so jo pogosto imenovali primestni Ermitaž.
Leta 1941, ko je Sovjetska zveza vstopila v drugo svetovno vojno po nemški invaziji, so muzej v palači evakuirali, da bi zaščitili stavbo in dragocenosti pred letalskimi bombnimi napadi. 15. avgusta 1941 je zraven palače eksplodirala bomba, ki jo je vrgla Luftwaffe, do konca meseca pa je bilo mesto na dosegu nemške topništva. 24. avgusta so granate poškodovale trg, 3. septembra pa je zračna bomba na dvorišču povzročila znatno škodo. Celotne evakuacije dragocenosti ni bilo mogoče izvesti, saj so bili le štirje ešaloni z najdragocenejšimi eksponati, poslani proti vzhodu, en ešalon pa je bil poslan v Leningrad (Sankt Peterburg). Preostala lastnina je bila spravljena v kleti palače, del velike skulpture je bil zakopan v parku, ostale pa so bile shranjene na območju, zaprtem z vrečami peska. 9. septembra so evakuirali preostalo osebje muzeja. Še isti dan je bil poškodovan stolp z lupino, druga granata pa je eksplodirala v parku blizu palače. Palačo Gatčina je Wehrmacht zasedal do januarja 1944, ko so jo med nemškim umikom opustošili. Palačo so požgali, uničili zgodovinsko notranjost ter ukradli nekaj preostalih dragocenosti. Nemški vojak je na steni pustil grafite z napisom »Bili smo. Tu se ne bomo vrnili. Če pride Ivan, bo vse prazno«.
Ko je Gatčino ponovno prevzela Rdeča armada, so ostanke palače zaščitila z začasnimi ščiti, dokler se leta 1948 niso začela osnovna obnovitvena dela. Vrnitev muzeja ni bila načrtovana, ker je veljala za nedonosno, shranjeni predmeti iz zbirk pa so bili preneseni po naročilu Ministrstva za kulturo ZSSR in RSFSR na hrambo v 24 muzejev po državi. Od leta 1950 do 1959 je palača Gatčina gostila podružnico Mornariške akademije ZSSR in nato Vseruski raziskovalni inštitut. Leta 1960 je bila stavba palače odstranjena z računa GIOP, oblasti za zgodovinske in kulturne spomenike na območju Leningrada, vendar je bil ta status obnovljen v 70. letih. Leta 1961 je arhitekt Mihail Plotnikov sprožil razvoj projekta obnove palače, vključno z meritvami arhitekture in iskanjem arhivskega gradiva. Za prvo in drugo nadstropje so bile narejene notranje oblikovne risbe, obnova notranjosti pa je bila urejena na stanje v  1890-ih. Restavrirana palača Gatčina ni bila ponovno namenjena muzeju, temveč jo je ves čas uporabljal Vseruski raziskovalni inštitut. Kljub raziskavam načrt Plotnikova na koncu ni bil izveden in je bil leta 1963 razveljavljen.
Muzej je bil na koncu ponovno odprt v palači poleg Vseruskega raziskovalnega inštituta, obnova stavbe pa se je nadaljevala po zaslugi prizadevanja A. S. Jolkina, glavnega kustosa od leta 1968 do 1998. Jolkin je 8 let pozival uradnike različnih stopenj za obnovitev, Vsezvezni raziskovalni inštitut pa je stavbo opustil. Leta 1976 je bil Mihael Plotnikov povabljen, da ponovno obnovi palačo; razvil je nov projekt za obnovo glavnih dvoran (drugo nadstropje glavne stavbe). Restavriranje štukaturne dekoracije je vodila kiparka-modelarka L. A. Strizhova, slikarska dela pa je izvajala ekipa restavratorjev pod vodstvom Jakova Kazakova, člana Leingrajske zveze umetnikov in dobitnika Leninove nagrade. Prva notranjost palače je bila odprta za ogled 8. maja 1985 v počastitev 40. obletnice zmage v drugi svetovni vojni. Sredstva, namenjena obnovi palače, so bila po perestrojki minimalna, dela pa upočasnjena. Leta 1990 je palača Gatčina in njene posesti dobila status Unescove svetovne dediščine kot del številnih zgodovinskih znamenitosti na območju Sankt Peterburga.

### Rusko obdobje
Razpad Sovjetske zveze je pomenil, da so bila sredstva za obnovo še naprej minimalna, do leta 2006, ko je ruska vlada znatno povečala sredstva. Popolna obnova palače in parka je bila načrtovana do leta 2012, vendar se je zaradi gospodarskih vprašanj financiranje preložilo in obnovitvena dela spet upočasnila. Palača Gatčina je postala priljubljena kinematografska lokacija, zlasti za zgodovinske drame, vključno z Бедный бедный Павел, latinizirano Bedni bedni Pavel in Vojna in mir (BBC One 2016).

## Galerija
- Panorama palače – južna fasada, 2010
- Zračni posnetek severne fasade z Gatčino v ozadju